# The Staff of Karnath
The Staff of Karnath est un jeu vidéo d’action-aventure développé et publié par Ultimate Play the Game sur Commodore 64 en 1984 au Royaume-Uni et en 1985 en Amérique du Nord. Il est le premier volet de la série Pendragon créée par Dave et Bob Thomas et est également le premier jeu publié par Ultima sans que Tim et Chris Stamper soient impliqués dans le développement. Dans le jeu, le joueur incarne Sir Arthur Pendragon, un aventurier explorant un château à la recherche du « bâton de Karnath » qu’il doit détruire avant minuit pour sauver le monde. À sa sortie, le jeu reçoit un accueil mitigé, les critiques n’étant pas toutes convaincues par ses graphismes et ses effets sonores. Il bénéficié d’une suite, Entombed, publiée en 1985.

## Accueil
| The Staff of Karnath     |      |        |
| Média                    | Pays | Notes  |
| Commodore User           | US   | 7,5/10 |
| Computer and Video Games | US   | 8/10   |
| Personal Computer Games  | US   | 9/10   |